# Ribitolo-5-fosfato 2-deidrogenasi
La ribitolo-5-fosfato 2-deidrogenasi è un enzima appartenente alla classe delle ossidoreduttasi, che catalizza la seguente reazione:
D-ribitolo 5-fosfato + NAD(P)+ ⇄ D-ribulosio 5-fosfato + NAD(P)H + H+